# Cavalo Losino
O cavalo losino, também conhecido como jaca burgalesa ou pônei losino, é a única raça equina nativa da região histórica de Castela. Trata-se de uma raça oriunda da região de Valle de Losa, que lhe dá nome, embora exemplares dela possam ser encontrados nas províncias castelhanas de Palência e Burgos, na parte norte da Península Ibérica. Por serem animais que tradicionalmente vivem soltos em estado natural, o losino é por vezes classificado como um cavalo assilvestrado.

## Introdução
O cavalo losino é uma raça nativa de Castela e recebe sua denominação em referência à sua área original, o Vale de Lousa, no norte da província de Burgos. O número de animais da raça losina manteve-se estável até a década de 1950, mas posteriormente, devido à mecanização do campo, sua população diminuiu até que  em 1986 chegou a seu mínimo histórico, apenas 30 animais. Nesse ano, iniciou-se um projeto de recuperação da raça, criando-se posteriormente, por iniciativa de Ricardo de Juana, o primeiro centro de criação em pureza e seleção do cavalo losino, em Pancorbo.
Os cavalos desta raça são utilizados para a equitação infantil-juvenil e para a realização de trilhas equestres em zonas rurais e de montanha. O cavalo losino é um dos três tipos equinos autóctonos da Península Ibéria, sendo o de maior pureza de todas as raças de cavalo da Península. Teve um papel importante na época da Reconquista da Espanha, e posteriormente na colonização das Américas. Hoje em dia encontra-se em perigo de extinção, restando apenas 300 animais de puro-sangue.

## Características

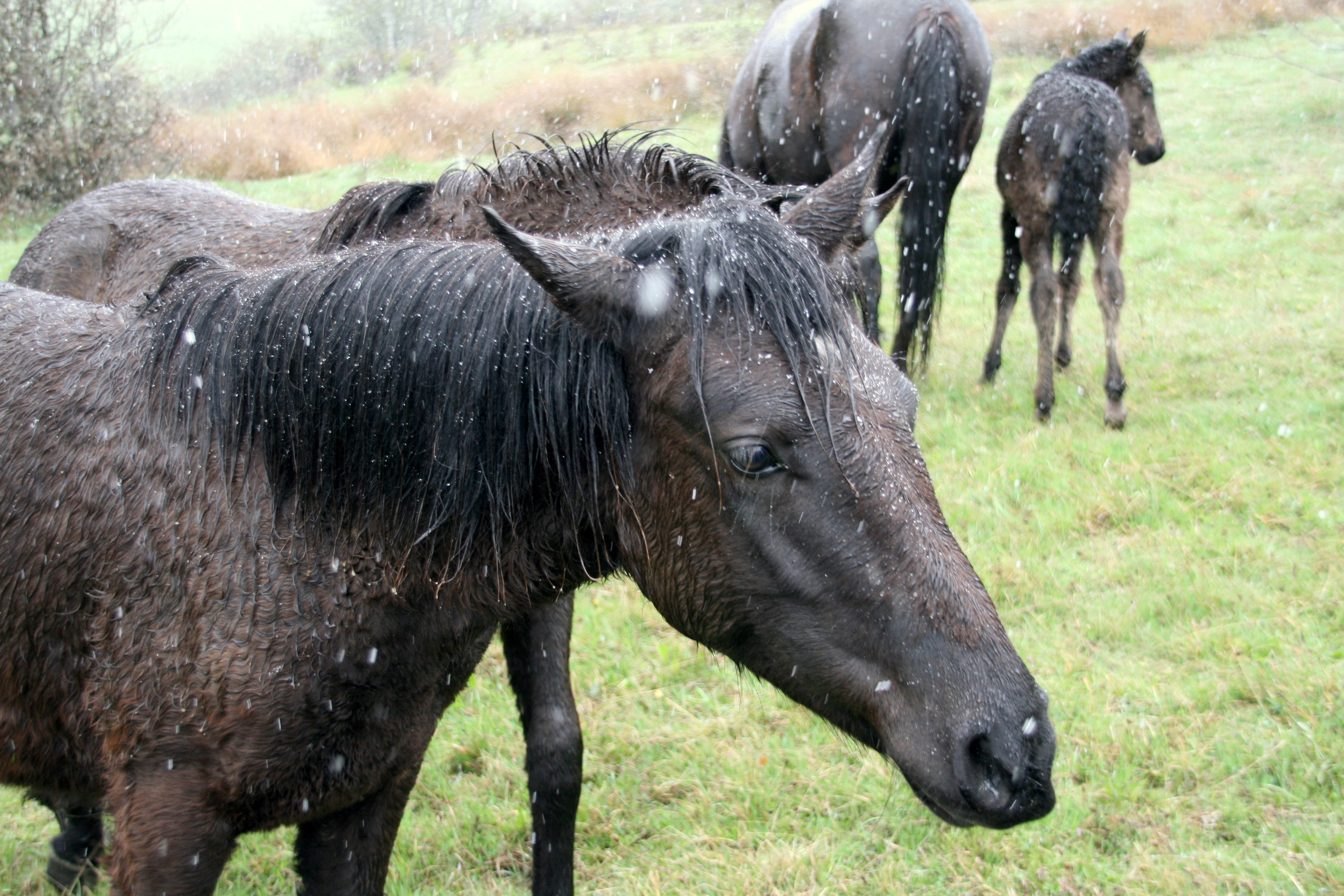
cabeça de Losino.

Segundo os estudos realizados pelo veterinário Jesús María Martínez Sáiz na década dos 1990, com base em 150 animais, trata-se de um cavalo de pequeno tamanho, com dimensões um pouco superiores às de um pônei. Sua alçada à cernelha é de 135 cm nas éguas e 140 cm nos machos, ainda que o padrão que estabelece o Livro Genealógico da raça seja de 120 cm mínimo e 147 cm máximo. Seu peso encontra-se na faixa dos 330–350 kg.
É um cavalo de orelhas pequenas e curvadas (como os autênticos cavalos, diferentemente dos pôneis), face plana e olhos vivos e expressivos. Como em outras raças ibéricas, o pescoço é largo em sua base, mas algo fino na inserção com a cabeça. Igualmente, a cruz é destacada e suas formas gerais são bastante arrendondadas. A cauda é de inserção alta e é coberta de abundantes crinas, assim como o pescoço, mas o mesmo não e aplica às patas, desprovidas de pelagem mais longa.
A pelagem da raça é de cor negra, do tom chamado morcillo (ligeiramente avermelhado). Nos adultos, essa cor faz-se mais evidente durante os meses de inverno.  Nos potros de até dois anos de idade a pelagem é avermelhada e longa, o que os tornam semelhantes a algumas raças também autóctones de asnos. As únicas manchas que pode apresentar são pequenos pontos na frente. É um cavalo de aspecto algo rústico, mas igualmente elegante e refinado. Muito resistente e tranquilo quando treinado.

## História
Segundo estudos de DNA realizados pelo veterinário Jesús María Martínez Sáiz, a raça losina encontra-se separada das raças de pôneis pirenaicos e das do sul da Península Ibérica. Trata-se de um autêntico cavalo castelhano descendente do Hipparion Gracile, o primitivo cavalo que povoou a Península Ibérica durante o Terciário e o Quaternário. Ainda que há quem seja da opinião de que o losino é emparentado de outras raças da metade norte da Península Ibérica, como as anteriormente mencionadas e o extinto cavalo catalão.
A raça tem passado por múltiplas vicissitudes desde que estabeleceu-se contato entre ela e o homem. Foi objeto de caça, depois ferramenta de guerra durante a Reconquista, sendo ainda empregada pelos Reis Católicos na cavalaria pesada do exército. Também foi levado em grande número às Américas durante o período colonial, ajudando na formação de outras raças de origem americana como o Quarto de milha.

## Vida em seu ambiente natural
A unidade social mais comum é a manada de um só garanhão, várias fêmeas e suas crias, que geralmente não têm mais de três anos de idade.
O tamanho da manada varia entre 6 a 16 indivíduos, e depende da existência ou não de crias, com diferenças no tamanho médio que refletem a reprodução da cada ano. Geralmente, tanto os potros como as potras deixam sua manada natal à procura de outros grupos. A dispersão ocorre antes dos três anos de idade e pode refletir o começo da maturidade sexual.

## Relações de dominância
Quando dois cavalos vivem juntos, estabelecem uma relação dominante-subordinado, criando hierarquias de dominância intra-grupal entre a cada indivíduo da cada manada.
As manifestações de dominancia variam em intensidade e vão de sutis a violentas. A forma mais leve toma a forma de "deslocação", na qual o animal de maior dominancia simplesmente ocupa o lugar do de menor faixa. Se este se nega a se mover, surge uma forma mais agressiva de comportamento que inclui ameaças de mordida, levantamento de seus lábios e abrir-fechar da boca.

## Comunicação entre os cavalos

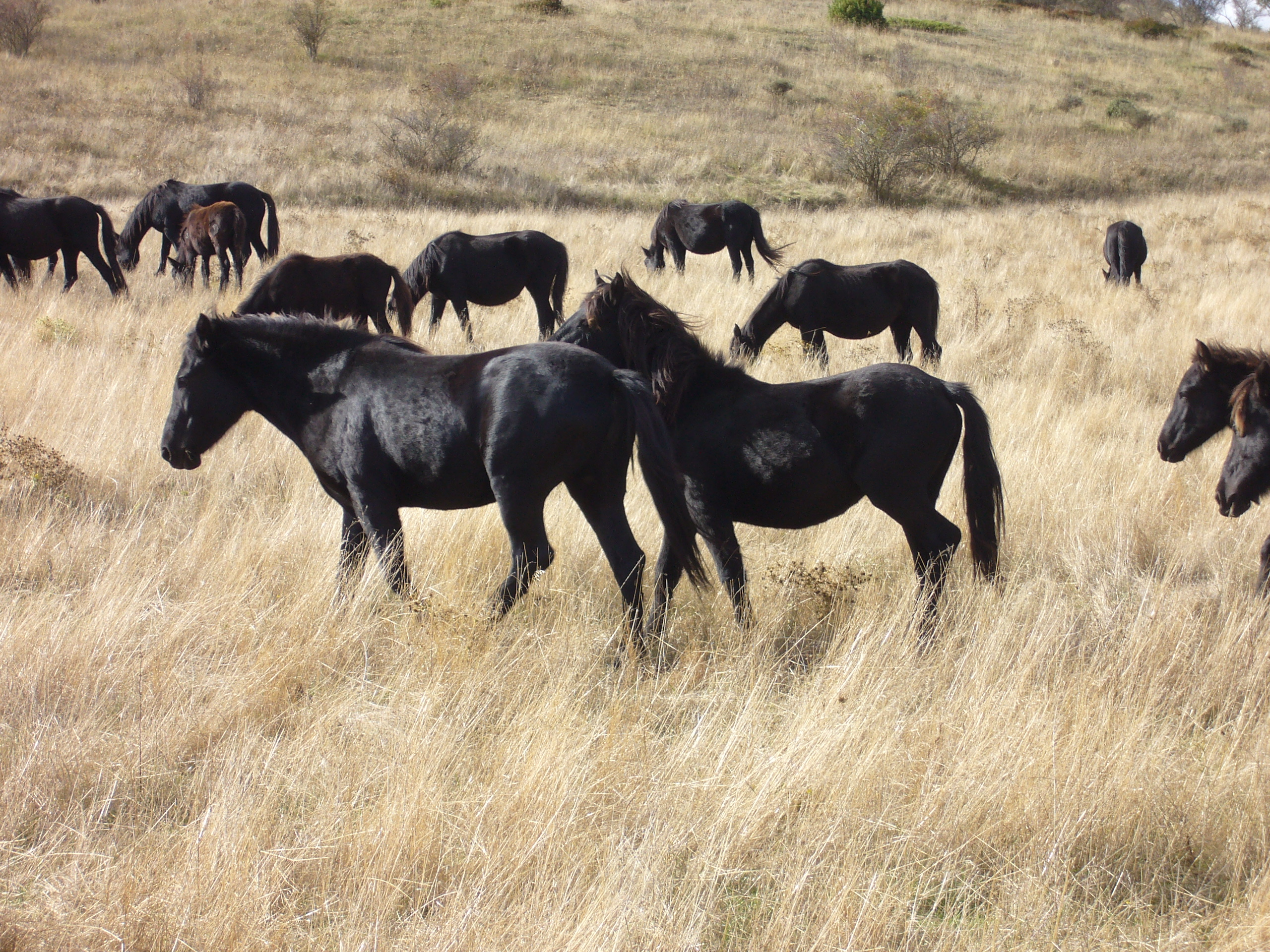
Grupo de losinos.

O cavalo losino vive em grupos sociais estáveis. Entre eles existe um elaborado repertório de comunicação fazendo uso de signos acústicos, olfatorios, tácteis e visuais, que comunicam detalhes de identidade, de estado emocional, posição social, estado reprodutivo e informações sobre o meio ambiente. Essa comunicação é importante para a união do grupo.
Os sons transmitem mais informação que os signos não vocais. A vocalização mais curta e mais aguda representa uma espécie de grito. Consiste numa nota curta sozinha, às vezes de alto volume, e geralmente denota a ameaça de uma agressão entre machos ou a rejeição de uma fêmea ante os avanços do macho.
A comunicação olfatoria também é vital e serve para reconhecimento entre os membros do grupo e entre as éguas e os potrilhos. A saliva, o cheiro de transpiração e as glândulas ao redor da boca oferecem sinais ao sentido do olfato.
Os signos visuais são os mais comuns e importantes no trato diário, mas também são os mais sutis e difíceis de decifrar. Compreendem mudanças na postura e na posição das orelhas, lábios, cauda, patas e cabeça. As orelhas para atrás e coladas contra a cabeça significam um estado agressivo, e é um componente da expressão de ameaça.

## Zonas de residência e territórios da manada
As zonas de residência são usadas para as atividades diárias e compreendem não só lugares de pastoreio ou mananciais de água (onde costumam ir sempre à mesma hora) mas também lugares com sombra, brisa e refúgio de mosquitos. Apesar de os limites desta área permanecerem geralmente constantes durante todo o ano, o uso destas zonas varia segundo as épocas do ano devido ao frio do inverno e às nevadas contínuas das serras do norte de Burgos. Por conseguinte, vão mudando de lugar em função da disposição de água e do forraje. No verão movem-se para zonas onde persistem mananciais que não secam e em onde a erva dos prados permanece verde e fresca.

## Reprodução
A época de reprodução das éguas da raça losina costuma ser em meados de primavera, pois é sincronizada com a disponibilidade de alimento, horas de luz diárias, temperatura, etc. Na região norte de Burgos, essas condições aparecem no final da primavera. O semental da cada manada tem direito quase exclusivo sobre as fêmeas de seu grupo. Os machos de outras manadas ou grupos de animais solteiros buscam ter acesso a elas ou juntar-se com fêmeas solteiras, formando novas manadas.

## Aptidões
A raça apresenta uma grande aptidão para a sela e é especialmente apta para a equitação juvenil. Também é apta como animal de cavalgadas de recreação em rotas de montanha.
O losino pode ser utilizado em trabalhos agrícolas, seja no campo ou como montadura. O losino também pode ser utilizado para a produção de carne, constituindo uma opção ao consumo de carne de boi.
Sua presença pode ajudar na conservação de florestas, dada sua capacidade como animais ruminantes que possibilita a eliminação de materiais orgânicos combustíveis e assim evita incêndios florestais.
Os resultados de estudos de DNA têm permitido estabelecer que:
1. O cavalo losino é um dos três tipos de cavalos indígenas da Península Ibérica, diferenciado das raças cantábricas e das do sul da Península. É uma das raças mais antigas da Europa.
2. A influência histórica que a raça losina teve durante a Idade Média, ocupando um lugar importante na Reconquista da Espanha e na formação das principais raças americanas.
3. É a raça que apresenta maior variabilidade genética (maior pureza) de todas as raças de cavalos da Península Ibérica.